# August Friedrich Viehweger

August Friedrich Viehweger (1897), mit eigenhändiger Unterschrift

August Friedrich Viehweger (* 9. September 1836 in Grünhain; † 1. Januar 1919 in Leipzig) war ein deutscher Architekt, er war vorwiegend in Leipzig tätig.

## Leben
August Friedrich Viehweger wurde 1836 als Sohn des gleichnamigen Zimmermeisters (* 1811), der von 1825 bis 1827 Schüler der Kunstakademie Dresden war, im sächsischen Erzgebirge geboren; sein Bruder war der Architekt Hermann Viehweger (1846–1922).
Viehweger machte eine Maurerlehre, die er 1857 in Chemnitz abschloss. Von 1860 bis 1863 studierte er an der Baugewerkschule zu Dresden und im Atelier von Hermann Nicolai (1811–1881) (Semper-Nicolai-Schule). Im Winter 1863/1864 legte er die Baumeisterprüfung ab.
Ab 1864 war Viehweger Lehrer an der Königlich-Sächsischen Baugewerkenschule zu Leipzig, ab 1874 auch Lehrer für Perspektive, Projektions- und Schattenlehre an der Königlichen Kunstakademie und Kunstgewerbeschule in Leipzig. Er übte u. a. Einfluss auf die Architekten Clemens Thieme (1861–1945) und Julius Zeißig (1855–1930) aus. Im Jahre 1913 wurde die August-Viehweger-Stiftung gegründet. Nach seinem Tode 1919 wurde er auf dem Neuen Johannisfriedhof, einem städtischen Friedhof in Leipzig, beigesetzt.
Als Viehwegers Lebenswerk gilt der große Tafelatlas „Säulenordnungen mit und ohne Bogenstellung“ (1906, mit sechs Foto-Tafeln nach Viehwegers Originalzeichnungen), der auf jahrzehntelangen Vorstudien beruht, und der grundsätzliche Ausführungen über praktische Baufragen enthält.

## Bauten in Leipzig
- 1866/1867: Kirche in Leipzig-Portitz
- 1867: Geschäftshaus Lomer (mit dem Lokal „Gute Quelle“), Brühl 42 (kriegszerstört)
- 1871/1872 bzw. 1879/1880: Nikolai-Gymnasium, Königstraße 30 (heute Goldschmidtstraße, kriegszerstört)
- 1876/1877: Neue Thomasschule, Schreberstraße 9 (kriegszerstört)
- 1880/1881: Thomasalumnat, Hillerstraße 8
- 1885 und 1910: Zwei Gasometer für das Städtische Gaswerk II in Leipzig-Connewitz,[1] heute Panometer Leipzig

- Bauten von August Friedrich Viehweger

"Bauten
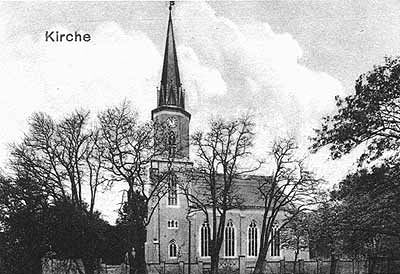
Kirche in Portitz
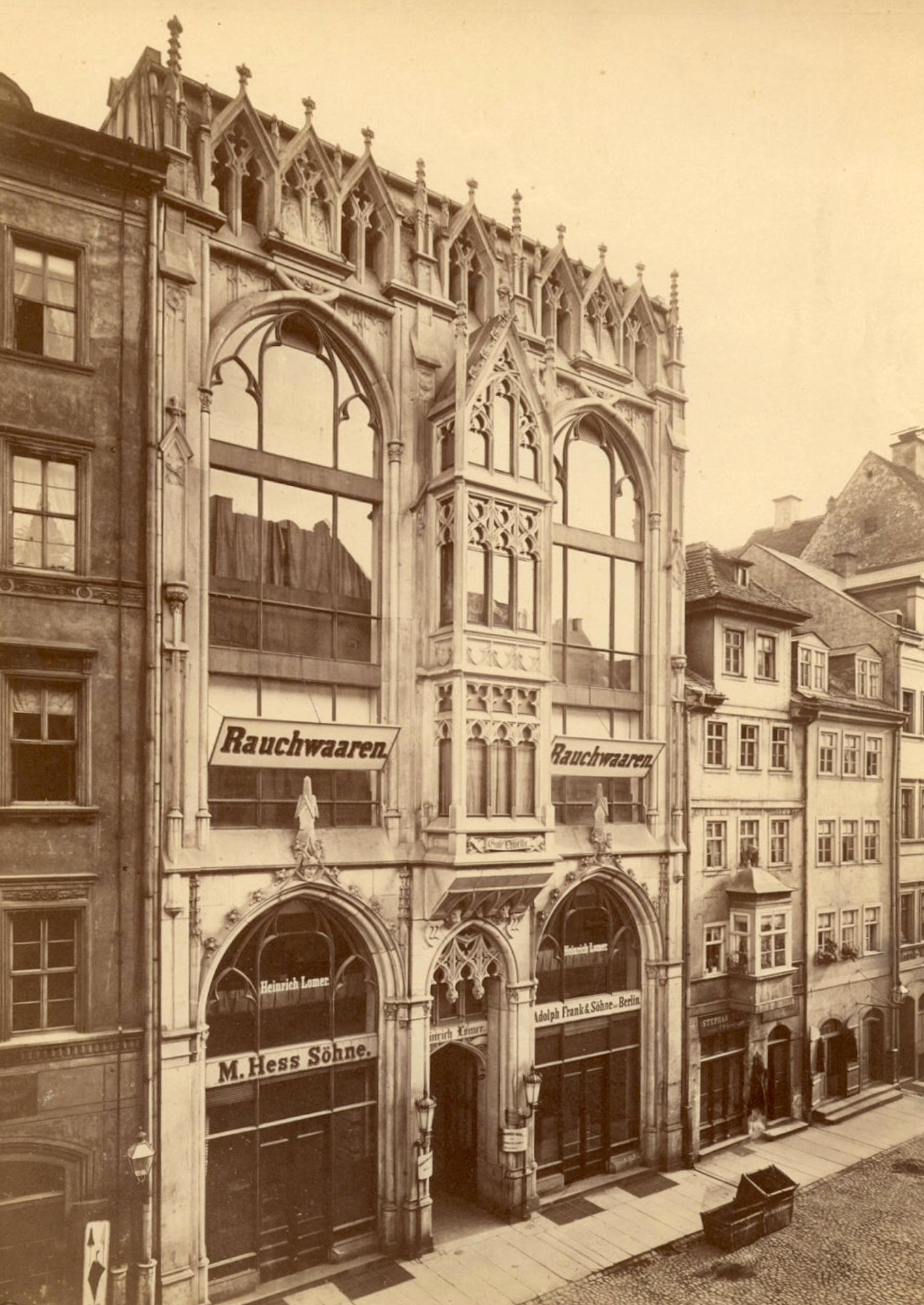
Geschäftshaus Lomer
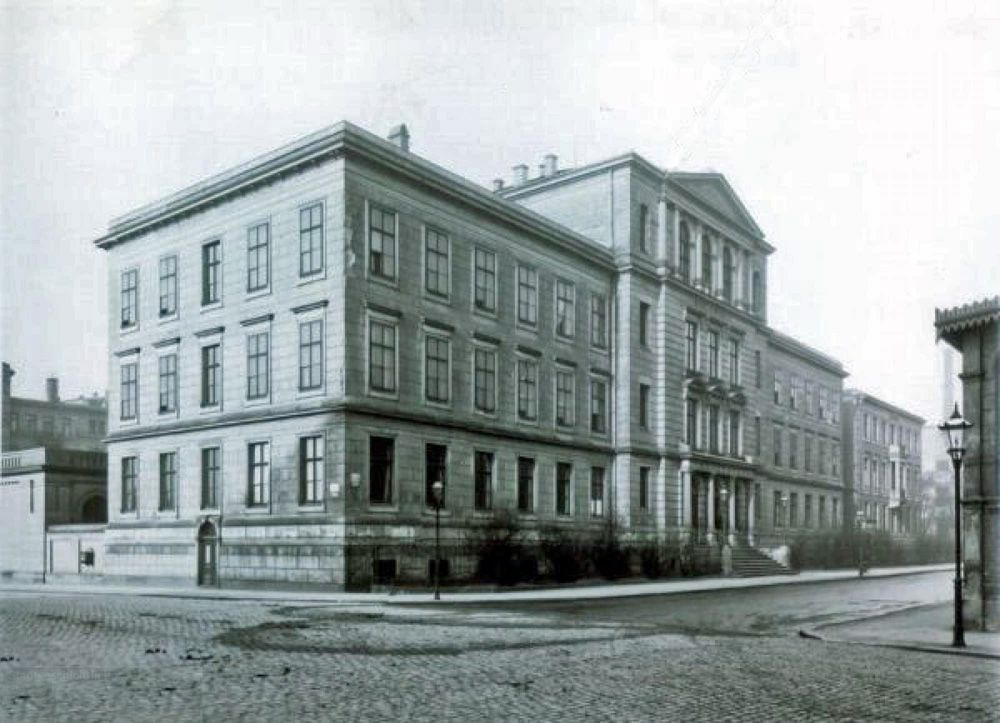
Nikolaischule Königstraße
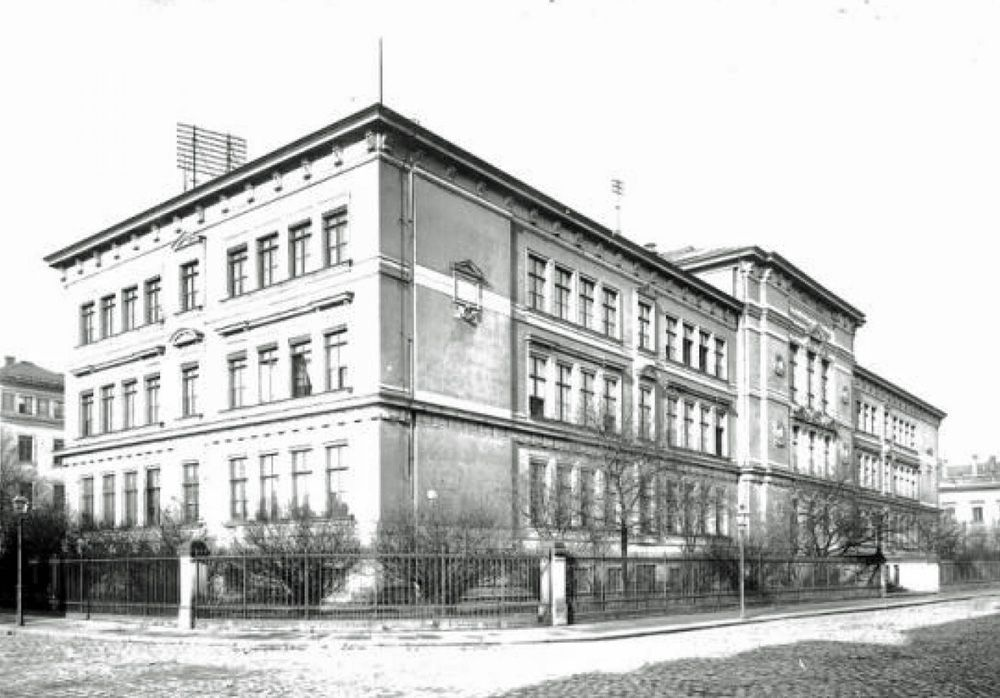
Thomasschule Schreberstraße
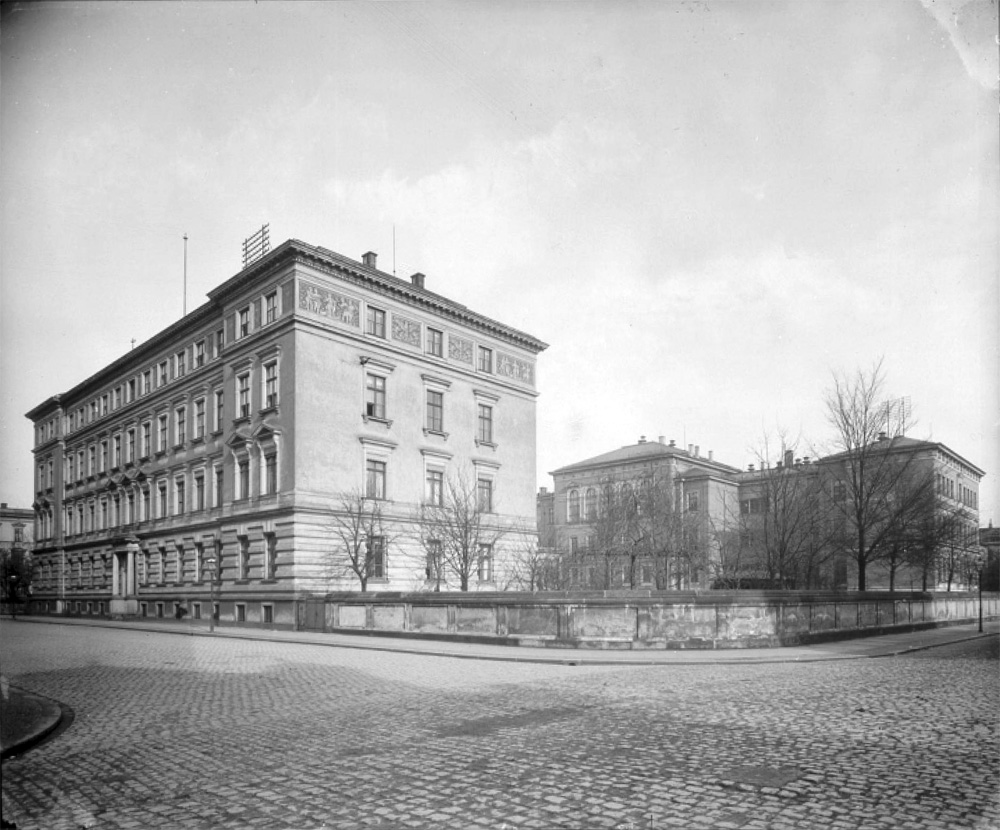
Alumnat der Thomaner Hillerstraße